# Dělnické a nouzové kolonie v Brně
Dělnické a nouzové kolonie začaly v Brně vznikat koncem 18. století. Dělnické a nouzové kolonie byly budovány v blízkosti továren, aby zaměstnanci výrobních závodů bydleli v blízkosti místa svého pracoviště. Obvykle šlo o stavby bez povolení, bez předem daných plánů, rostoucí živelně z materiálů, které byly v okolí dostupné. Rozvoj těchto kolonií v Brně nastal od 20. let 19. století, kdy došlo k velkému rozvoji průmyslu. Podle soupisu brněnského magistrátu z roku 1936 vzniklo ve městě asi 18 takových kolonií.

## Seznam kolonií
- Kamenná kolonie
- Písečník
- Divišova čtvrť
- Zarybec
- Slatinka
- Kolonie Pod kopcem
- Ruský vrch
- Olší
- Černovičky (kolonie U kostivárny)
- V Chaloupkách
- Oulehle
- Kolonie Za zahradou
- Vagónka (ulice Nezamyslova)
- Planýrka (kolonie Na Rybníčku)
- U severní dráhy
- Polní
- Nový hřbitov
- Podstránská kolonie
- Kamčatka
- kolonie u sv. Antoníčka
- Dalimilova
- Hamburk
- Erdálka
- Šmálka

## Jednotlivé kolonie

### Kamenná kolonie
Kamenná kolonie, někdy také nazývána Kamenná čtvrť vznikla roku 1926 v bývalém kamenolomu v městské části Brno-střed, nedaleko Červeného kopce. Původními obyvateli kolonie byli chudí dělníci z nedaleké Kohnovy cihelny. Celou kolonií prochází jediná hlavní ulice s názvem Kamenná čtvrť. Dále zde nalezneme hojnou spleť úzkých uliček lemovanou malými domky, které jsou na sebe navzájem nalepené jeden vedle druhého.

### Písečník
Dělnická kolonie Písečník vznikla, jako většina dělnických kolonií ve 20. letech 20. století na rozmezí brněnských částí: Lesná, Husovice a Černá Pole. Nachází se na místech bývalého pískovcového lomu, který musel ustoupit při výstavbě tzv. Nové Tišnovky. V průběhu let došlo ke zmenšení kolonie, čemuž pomohla i výstavba větších bytových objektů v okolí. Území obývali převážně dělníci z Královopolské strojírny a jako hlavní materiál používali dřevo, ke kterému se poté přidaly vyřazené železniční vagóny. Na konci 30. let 20. století zde vyrostlo přes 100 domů, ve kterých dle odhadů mohlo žít okolo 400 obyvatel. Na přelomu roku 2000 došlo k úpravám domků, kdy některé byly přebudovány na garáže, či zcela nové domy.

### Divišova čtvrť
Divišova kolonie (nazývaná též Šanghaj) je jednou z nejvýznamnějších dělnických kolonií v Brně. Leží mezi železniční tratí vedoucí na Tišnov a sídlištěm Lesná, ve strmém kopci. Vznikla v roce 1925, jako nouzová kolonie pro dělníky z přilehlé Královopolské strojírny. Už v roce 1929 měla kolonie 154 domů. Do roku 1966 se všechny ulice nazývaly Divišova čtvrť, které poté dostaly vlastní názvy. V roce 1969 přešla z katastru Královo Pole pod nový katastr Lesná.

### Slatinka
Dělnická kolonie Slatinka leží na území MČ Brno-Slatina. Kolem prochází dálnice D1 a železniční trať vedoucí na Šlapanice. Ke kolonii také zajíždí autobus MHD linka č. 77. Blízko kolonie se nachází brněnské letiště a spousta nově vystavěných průmyslových areálů. Celou kolonii tvoří pouhých 25 domů, což je oproti jiným poměrně malé množství. Typické malé domy jsou nalepeny na sobě tak, aby mezi nimi nevznikaly žádné mezery. Byly postaveny za minimální částky a bez nějakého povolení. Silnice je vydlážděna kostkami již od 20. století.
První výstavba se uskutečnila již v roce 1732, kdy zde Jan z Freienfelsu vystavěl typický barokní kostelík zasvěcený Panně Marii. V roce 1784 byl kostel z církevních důvodů zbořen, avšak zde došlo k další výstavbě domů. V roce 1911 došlo k vysvěcení kaple Panny Marie Bolestné, jež je zde přítomna i v současnosti. Koncem 19. století zde žili dělníci z lomu, kteří pracovali na nedalekých Švédských valech, kteří se rovněž podíleli na vystavění domů, které jsou zde dochovány.

### Pod kopcem
Dělnická kolonie Pod kopcem (též Pardálov) je malou kolonií na úbočí kopce, ležící v brněnských Husovicích. Domy zde začaly vznikat na přelomu 19. a 20. století. Než se Husovice staly v roce 1919 součástí tzv. Velkého Brna, muselo dojít k přejmenování názvů ulic, které byly ve městě duplicitní. Tedy z bývalé Královopolské ulice se stala ulice Pod kopcem. V tomto období hospodářské krize rovněž dochází k rozšíření nouzových domků. V roce 1976 došlo k velkému převratu, z důvodu budování silnice, která se měla stát součástí velkého městského silničního okruhu. Za tímto účelem byla zrušena část ulice Pod kopcem a došlo k jejímu přejmenování na ulici Provazníkova. Po této výstavbě zůstalo na místě stát jen 10 domů. Od roku 2017 jsou však plány na zbourání zbytku kolonie, neboť domy mají narušenou statiku. Hlavním důvodem je však budování mimoúrovňové křižovatky na Tomkově náměstí.

### Černovičky
Spolu s kolonií v ulici Podstránská je kolonie U kostivárny (dnes Černovičky) nejstarší dělnickou kolonií v Brně a leží v MČ Brno-Slatina. Kolonie se nachází mezi dálničním přivaděčem Ostravská a ulicí Olomoucká. Nedaleko vede také železniční trať směřující na Šlapanice. Tak jako mnoho dalších dělnických kolonií i tato vznikla v prostorách lomu. Podle názvu je jasné, komu sloužila - pracovníkům nedaleké kostivárny.

### Podstránská
Kolonie na ulici Podstránská (někdy též nazývaná Džungla) patří k nejstarším v Brně. Nachází se nedaleko Stránské skály, severovýchodně od další dělnické kolonie U kostivárny. Blízko ní se nachází dálniční přivaděč Ostravská, z jedné strany ji kopíruje tramvajová trať vedoucí ke Stránské skále. Nejdříve nesla nouzová kolonie název Pod Stránskou skálou, později v roce 1946 došlo k jejímu přejmenování na Podstránská. Vznikla ve 20. letech 20. století a do 60. let 20. století byla součástí katastru Brno-Židenice, poté přešla pod správu katastru Brno-Slatina. Největší růst kolonie zažila ve 30. letech 20. století. Dnes se v bývalé kolonii nachází mnoho malých domků nalepených na sobě.